# GT by Citroën
Der GT by Citroën ist ein Konzeptfahrzeug, das Citroën 2008 auf dem Pariser Autosalon der Öffentlichkeit präsentierte. Ursprünglich handelte es sich zunächst um eine rein virtuelle Entwicklung durch den Ingenieur Takumi Yamamoto für die PlayStation-Spiele Gran Turismo 5 und Gran Turismo 6.

## Idee
Der GT by Citroën ist das Ergebnis einer Partnerschaft zwischen Citroën und Polyphony Digital, einem Entwicklerstudio der Videospiel-Serie Gran Turismo (GT). Erstmals zum Einsatz kam der GT bei Gran Turismo 5, was der Freundschaft zwischen dem bei Citroën beschäftigten Ingenieur und Designer Takumi Yamamoto und dem leitenden Direktor von Polyphony sowie Vizepräsidenten von Sony Interactive Entertainment Kazunori Yamauchi zu verdanken war. Sie hatten die Idee, ein Auto ausschließlich für das Spiel der PlayStation 3 zu entwerfen. Anschließend präsentierte Takumi das Ergebnis dem Designdirektor von Citroën, Jean-Pierre Ploué. Dieser war so begeistert, dass er Citroën anregte, das Auto in einer Kleinserie zu bauen.

## Entwicklung, Produktion
Im Gegensatz zu anderen Konzeptautos, deren Entwicklungszeit zwischen 18 und 24 Monaten beträgt, benötigte der GT by Citroën lediglich acht Monate zwischen Projektstart und Präsentation auf dem Pariser Autosalon. Kurz danach fanden auch die ersten Tests auf der Straße statt.
Das Konzept wurde auf der Ausstellung sehr gut aufgenommen, dennoch äußerte sich Gilles Vidal, Leiter Vertrieb bei Citroën, pessimistisch, eine kleine Serie zu bauen, da der Preis bei mindestens eineinhalb Millionen US-Dollar pro Stück liegen müsste.
Im Juni 2009 beschloss Citroën schließlich den Bau einer äußerst begrenzten Anzahl von nur sechs Exemplaren, die jeweils 2,1 Millionen Dollar kosteten. Bis Juli 2010 wurden diese produziert.

## Technik und Ausstattung
Maßstabsgetreu zum Spiele-Auto wurde ein sehr tiefliegender Sportwagen geschaffen, der über eine aerodynamisch optimierte Karosseriestruktur sowie Lufteinlässe verfügt. Ein elektronisch geregelter Spoiler sticht ebenso hervor wie die gewaltigen Flügeltüren. Die Beleuchtungen vorne und hinten waren mit der damals neuesten Technologie von LED-Scheinwerfern ausgestattet. Zum muskulösen Auftritt trugen auch die 21-Zoll-Räder bei.
Als Antrieb wurde der von Ford entwickelte Modular-V8-Ottomotor in einer optimierten Variante mit 482 kW beziehungsweise 655 PS zugekauft, wodurch eine Höchstgeschwindigkeit von 330 km/h erreicht werden kann.

### Motoren des Spiele-Autos
Im Spiel verfügt der GT über einen Wasserstoffantrieb mit Brennstoffzelle, die vier Elektromotoren erreichen zusammen 582 kW/791 PS und eine Höchstgeschwindigkeit von 375 km/h. Als „normale“ Straßenversion mit Ottomotoren bietet der Wagen 380 kW/517 PS, als Rennversion 459 kW/624 PS und als „Concept-Version“ 591 kW/804 PS. 

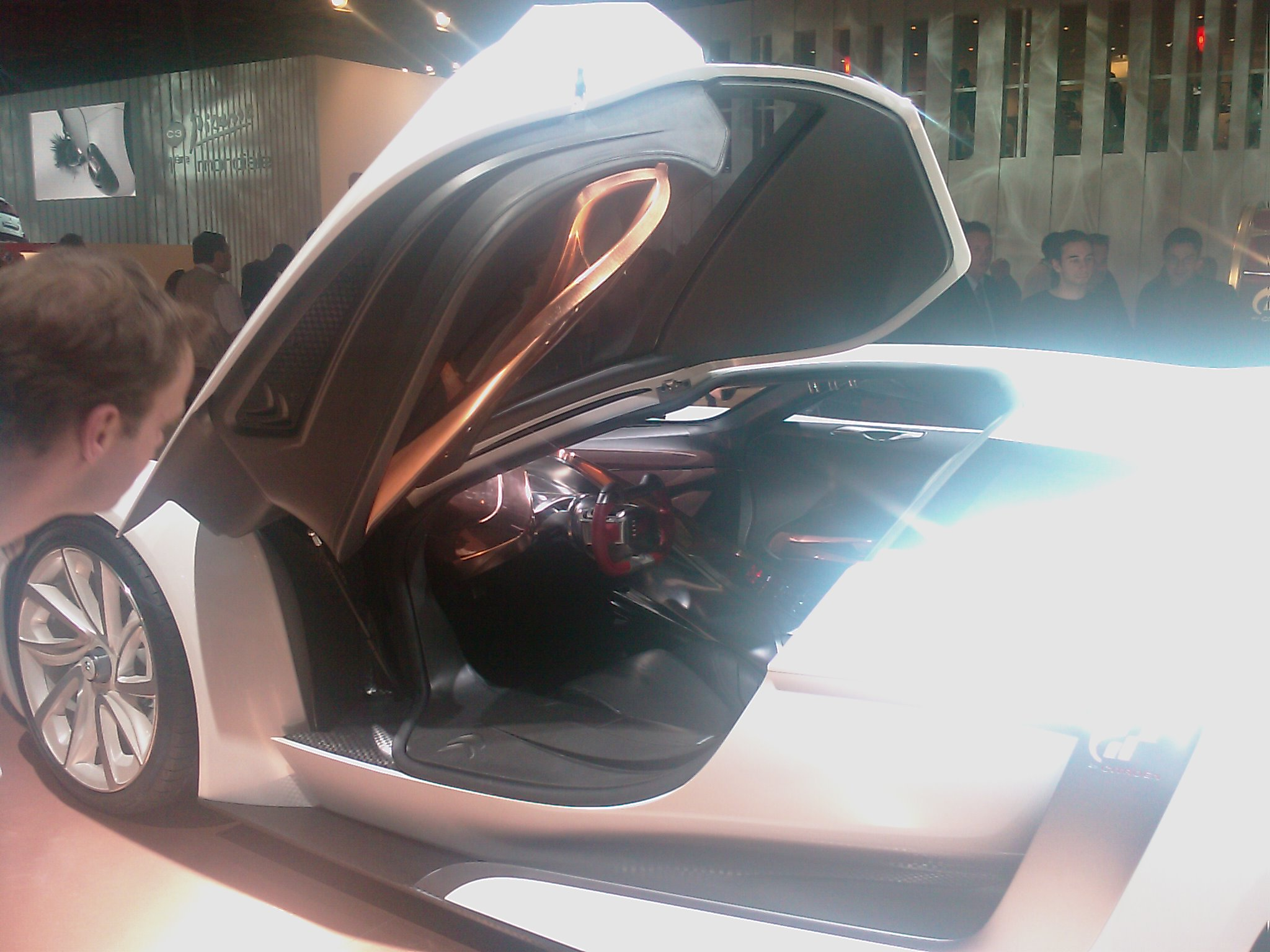
Seitenansicht
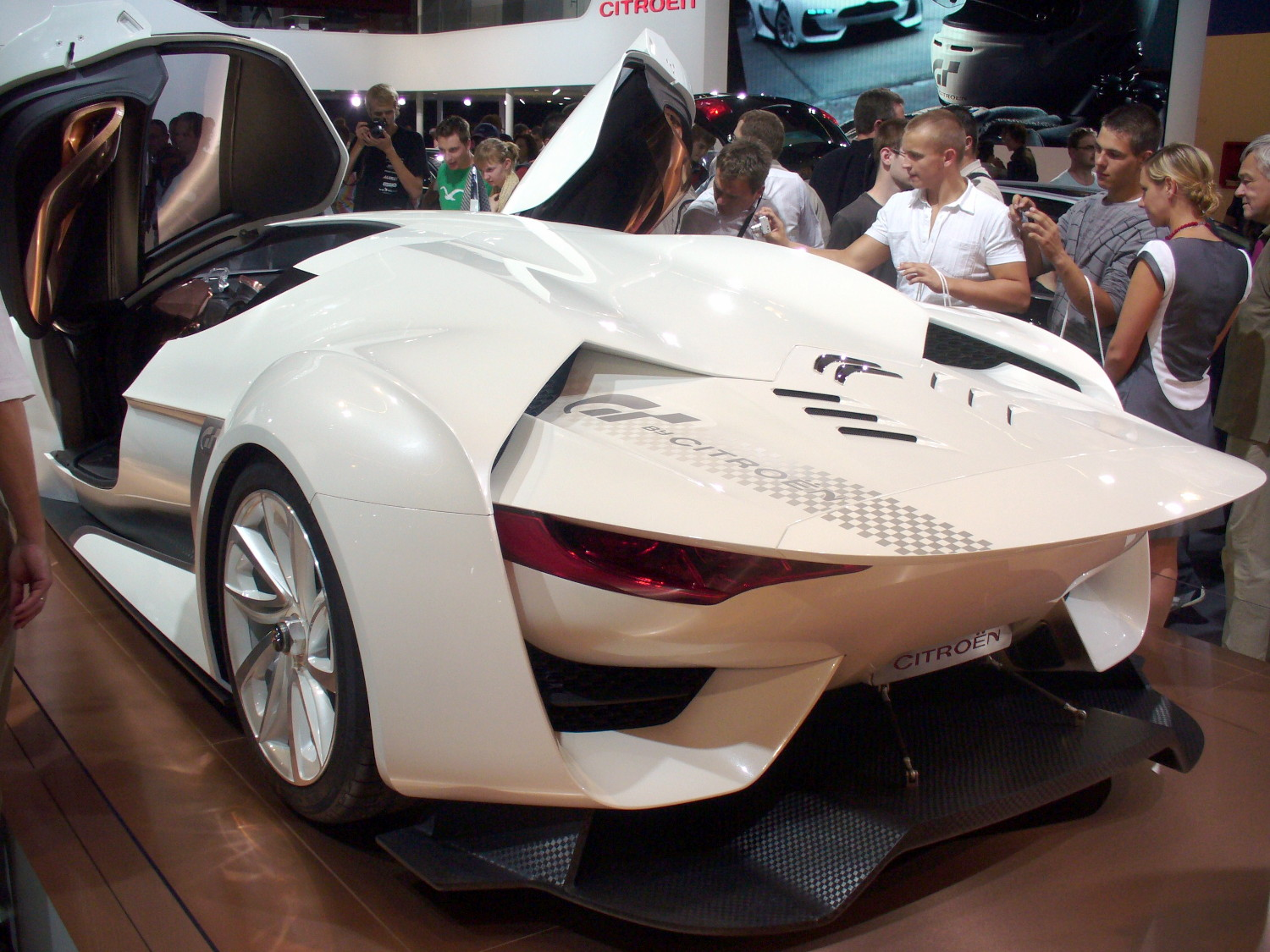
Heckansicht